# گوردون براون (بازیکن فوتبال، زاده ۱۹۶۵)
گوردون براون (انگلیسی: Gordon Brown؛ زادهٔ ۷ دسامبر ۱۹۶۵) بازیکن فوتبال اهل بریتانیا است.
از باشگاه‌هایی که در آن بازی کرده است می‌توان به باشگاه فوتبال روترهام یونایتد اشاره کرد.